# Selma (Aiguamúrcia)
Selma és un despoblat al municipi d'Aiguamúrcia, a l'Alt Camp, situat a 743 m. d'altitud, a la part oriental del terme, sota el puig de les Forques. Està presidit per les ruïnes del castell de Selma i de l'església parroquial de Sant Cristòfol. El 1358, al terme de Selma hi havia 49 cases, la major part de les quals es trobava al poble del Pla de Manlleu, uns quilòmetres a l'est. Quan Selma es va anar despoblant, els seus habitants es van traslladar al Pla.
La història de Selma està íntimament relacionada amb l'orde del Temple i amb l'orde de l'Hospital de Sant Joan de Jerusalem. Vers la meitat del segle xii el seu castell i terme passaren a mans del primer, i quan aquest fou suprimit pel Papa, any 1312, com la major part dels béns del Temple catalano-aragonès, l'any 1317, fou cedit a l'orde de l'Hospital; i així romangué fins a la fi dels senyorius.

## La comanda de Selma

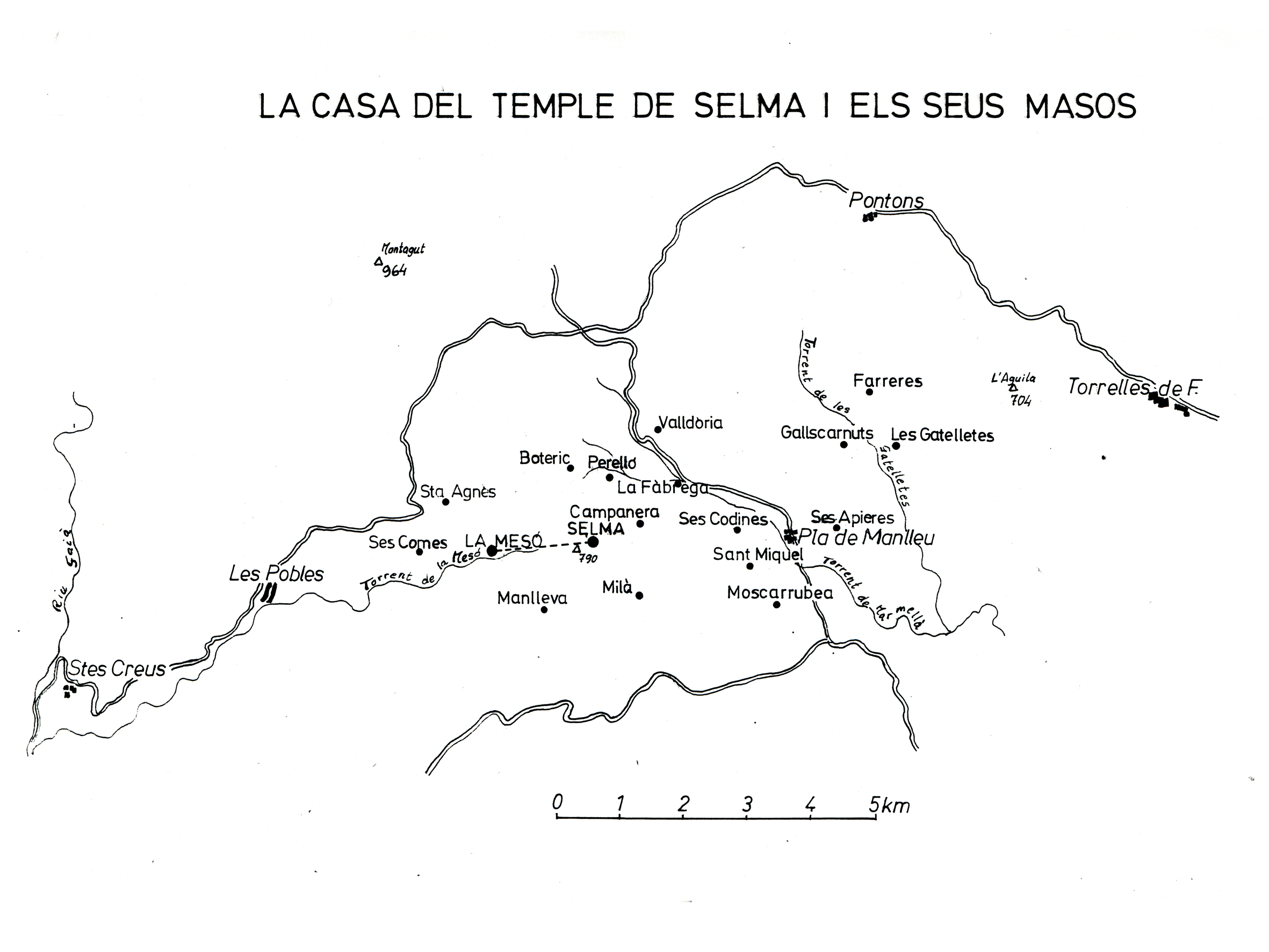
Mapa de la comanda templera de Selma amb els seus masos

El territori de l'antic castell de Selma formava una mena de frontera natural entre el Camp de Tarragona i el Penedès. El poble, que havia estat la capital econòmica de nombroses masies del seu extens terme, fou abandonat a començaments del segle xx. Sembla que des dels seus llunyans orígens la població va viure disseminada en masos; la repoblació del territori que comportà la conquesta cristiana va seguir amb aquestes característiques. Al voltant del segle x, en l'indret més estratègic, es construí una torre de defensa que amb el temps esdevingué castell amb església i altres serveis. Arreu del terme controlat pel castell s'anaren restaurant o construint de bell nou una munió de masos, alguns dels quals de bon començament eren petites fortificacions o torres. Aquesta primera repoblació va ser destruïda per les incursions d'Almansor primer i després per les dels almoràvits. En temps de Ramon Berenguer IV va tenir lloc la definitiva i estable repoblació i restauració.
Selma fou una de les comandes eminentment rurals del Temple. El 1142, Guillem de Sant Martí, senyor de Selma, cedí en alou el castell i lloc de Selma a l'orde del Temple. Els templers confiaren la custòdia del castell a Guerau de Jorba com a castlà. El 1172 el bisbe de Barcelona cedí al Temple la jurisdicció de l'església del lloc —Sant Cristòfol— amb les seves rendes, amb l'obligació de guardar obediència al prelat barceloní.
Es documenta un comanador de Selma l'any 1190; per tant, la comanda devia estar establerta a finals del segle xii. No queda clar si en els primers anys de la seva fundació havia estat dependència de la comanda de Barberà o de la comanda de Granyena de Segarra. De manera diferent a les grans comandes de l'Ebre (Miravet) o del Segre (Gardeny), la casa de Selma representa un petit establiment, com altres del nord de Catalunya —Castelló d'Empúries, Aiguaviva, Puig-reig…. L'existència de preceptories en aquestes condicions s'explica en el context del sistema d'administració dels templers: preferien mantenir petits convents que s'ocupessin directament de les terres disseminades pel Principat que no pas regentar-les des d'unes poques cases. Quan els templers van rebre Selma, el territori, a conseqüència de les anteriors repoblacions, era ocupat en bona part per masos aloers propietat d'homes lliures sotmesos al dret comú, que no depenien de la jurisdicció dels templers. En els 150 anys d'ocupació els templers afermaran el seu domini sobre el castell i el territori, crearan masos de la seva dependència i aniran imposant el seu domini feudal sobre els masos alodials.

## El castell i la capella de Santa Maria de la Roca
El castell de Selma és esmentat per primera vegada l'any 977. Quan fou donat als templers era ja una construcció forta situada estratègicament al cim d'un penya-segat d'accés difícil. En extingir-se el Temple, aquest edifici va passar a l'Orde de Sant Joan de Jerusalem o de l'Hospital. Hi ha referències que posen en evidència la utilització de la fortalesa per part dels nous propietaris. A finals del XIV, era un dels llocs més forts del Penedès on es refugiaven els homes propis de l'Hospital; en la guerra contra Joan el Sense Fe —segona meitat del segle XV— sembla que va sofrir importants desperfectes, ja que unes dècades més tard, l'any 1531, el comanador Gaspar Ferrer, per a mantenir-lo hi havia de fer importants restauracions. Finalment, cap a 1567, ja devia estar en molt mal estat, car el comanador Sant Climent decidí construir una casa al poble vora la parroquial de Sant Cristófol, per fer les funcions del castell. Quan els oficials de l'Orde visuraren l'obra el castell estava "tot asolat y enderrocat y que nos podia tornar allí mateix senç grandíssimes despeses".
En època templera, a Selma hi havia dues esglésies, documentades des de 1030: Santa Maria de la Roca i Sant Cristòfol. Santa Maria, que era la capella castral, va fer de parròquia en els primers temps de la repoblació, fins que per iniciativa del bisbe de Barcelona es va edificar Sant Cristòfol dins del poble. Quan el castell fou donat als templers, la capella castral va passar a ser patronat del comanador. Aquesta capella, que era vora el castell, ha desaparegut del tot. Va ser definitivament abandonada el segle xix i hom suposa que els veïns n'aprofitaren la pedra. La visita prioral de 1567 en parla: "feu ocular ostensió als (...) comissaris de una capella (...) sots invocatió de la Mare de Déu en la qual hi ha un retaule nou de fusta, la qual capella los stadans en lo terme del castell de Selma la sostenen y la mantenen".

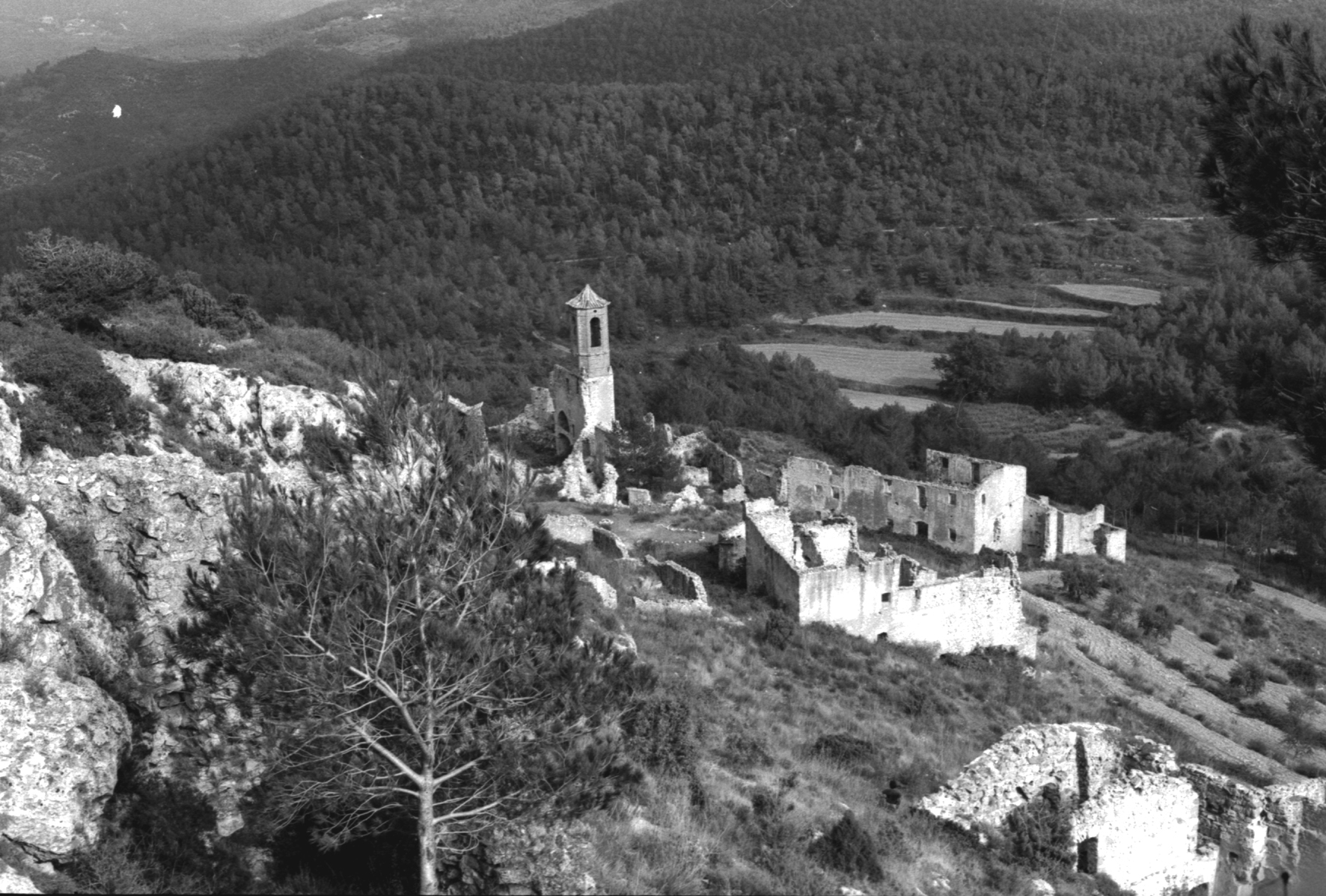
Vista general de Selma des de les ruïnes del castell, 1987.

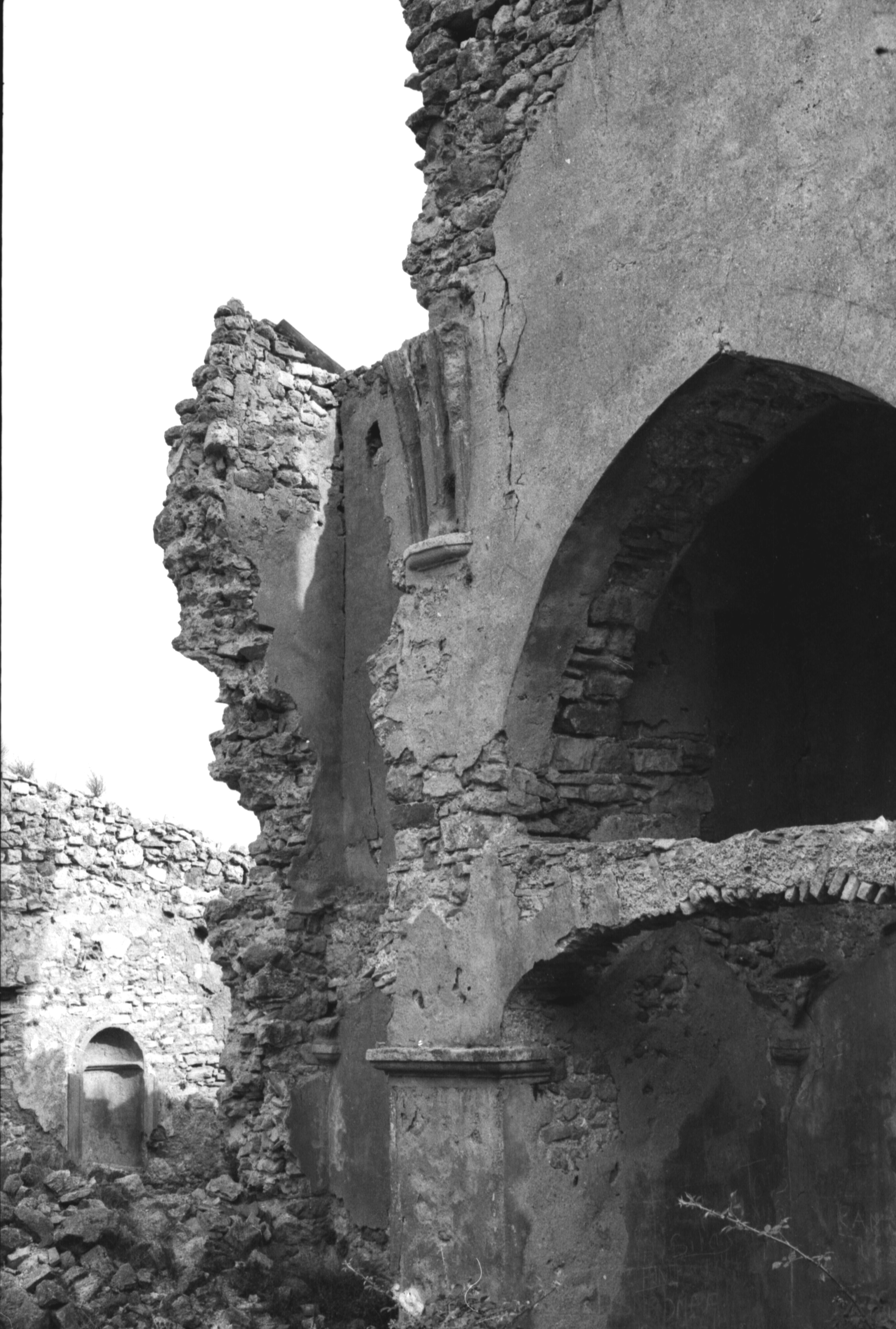
Restes de l'església parroquial de Sant Cristòfol de Selma, 1987.

## La parroquial de Sant Cristòfol
La parroquial de Sant Cristòfol amb tots els seus drets temporals depenia de la seu barcelonina fins que el 1171 el bisbe Guillem la lliurà —retenint se unes mínimes rendes— als templers. Els bisbes successors, però, oblidaren els termes de la transacció, per la qual cosa començaren a sorgir problemes. L'any 1237 el capellà reivindicà el ple dret sobre la seva parròquia com a rector, és a dir, el dret a percebre les rendes; el plet es dirimí a favor seu. Segons Forey, la situació del patronatge templer sobre la parròquia de Selma constitueix una excepció en tota la Corona d'Aragó. L'Orde del Temple normalment percebia les rendes de les parròquies que tenia en patronatge, ultra exercir la potestat de presentar els rectors; a Selma, a partir de la sentència favorable al rector, la situació fou diferent.
	El primitiu temple de Sant Cristòfol devia ser de reduïdes dimensions. No hi ha cap referència de com era a no ser el d'algun element incorporat a la nova. Per dissort les visites priorals citades que donaven compte de determinats detalls arquitectònics del castell i de Santa Maria no fan el mateix amb la primitiva església de Sant Cristòfol. Segons Figueras en el segle xvi fou engrandida i totalment remodelada.
	D'ençà que el poble ha estat abandonat, l'església s'ha anat arruïnant progressivament; ara ja és un munt d'enderrocs.

## "La Mesó de Selma" o seu de la comanda

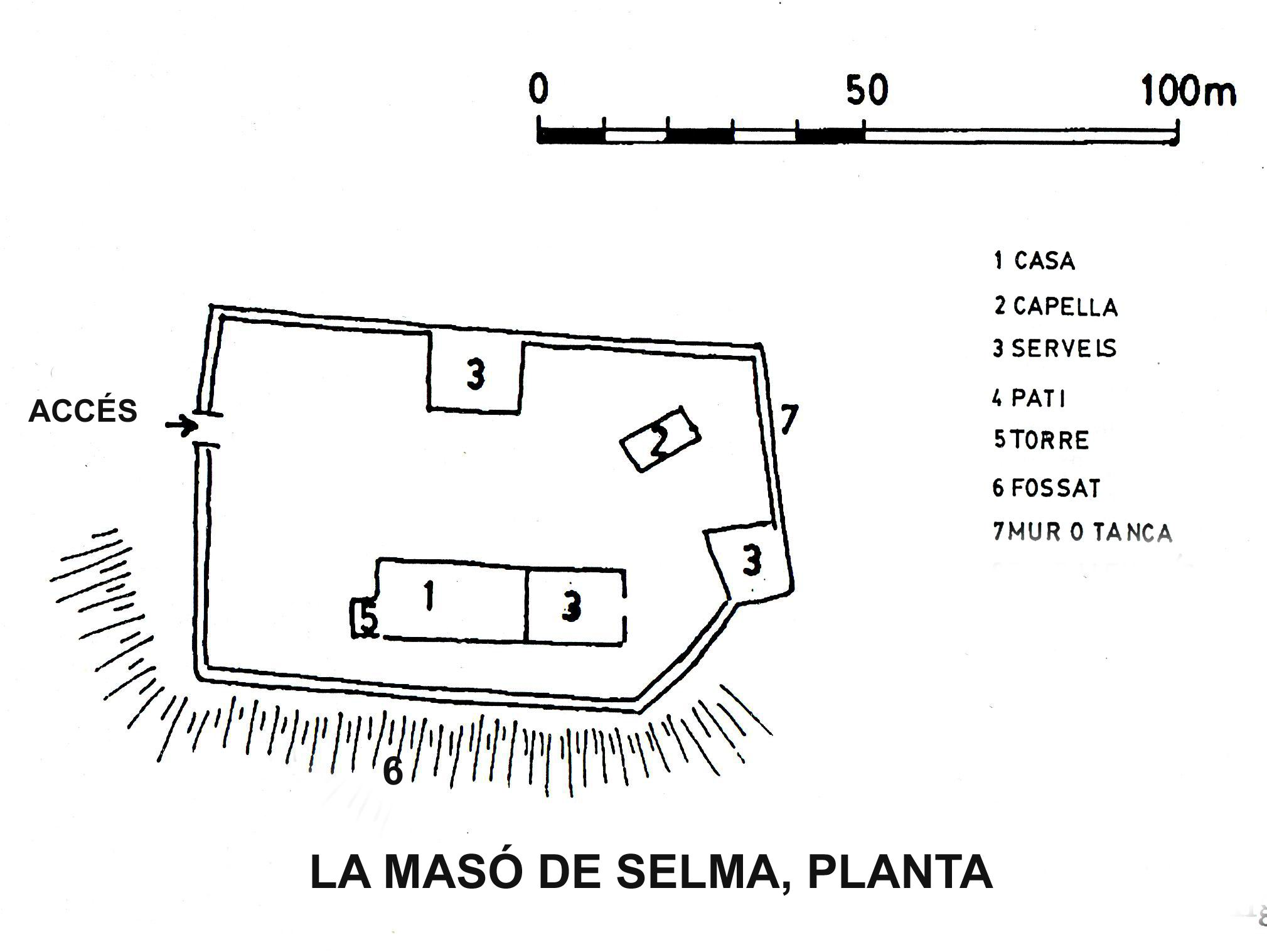
Planta esquemàtica de la Masó de Selma

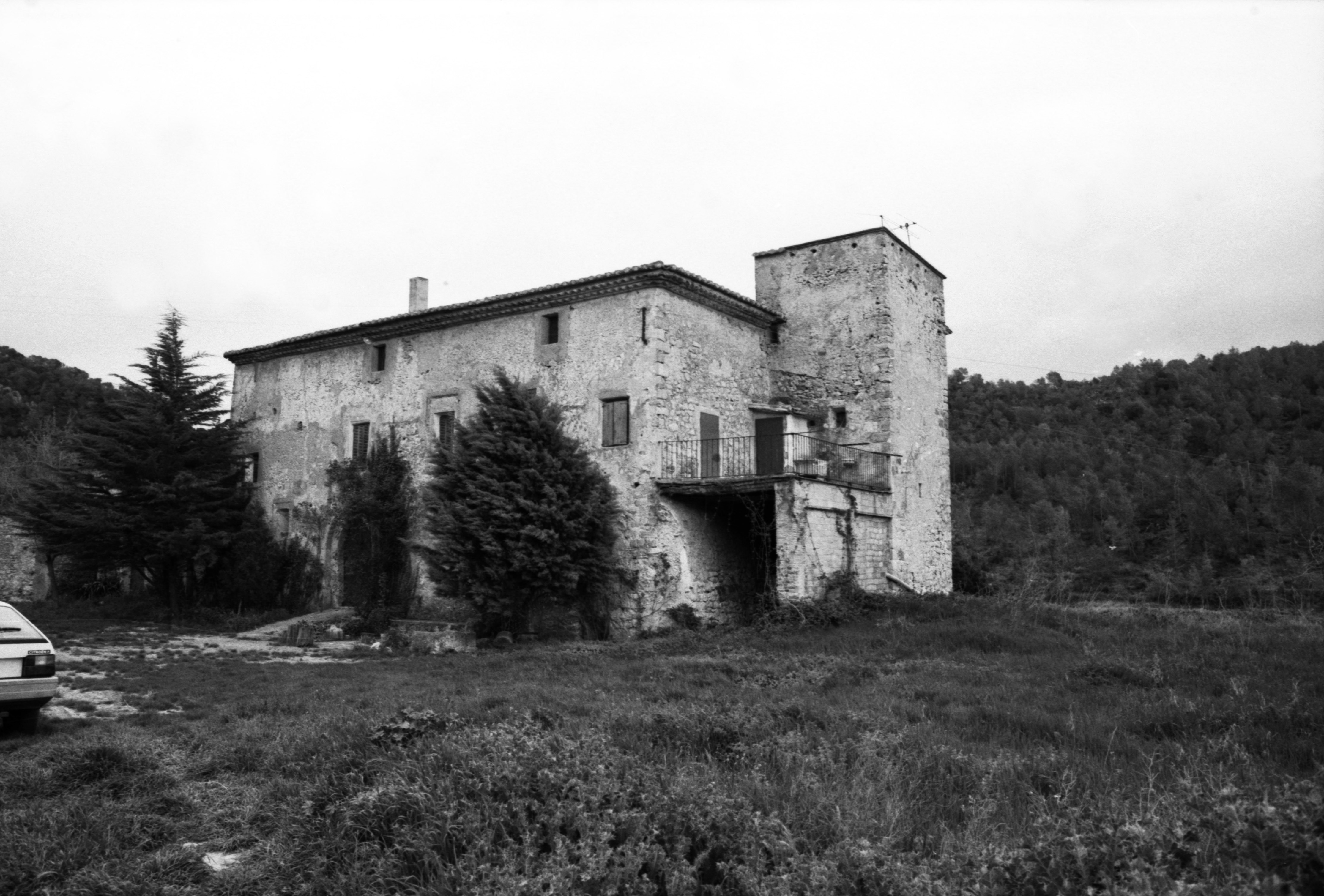
La Masó de Selma (seu de la comanda), 1987

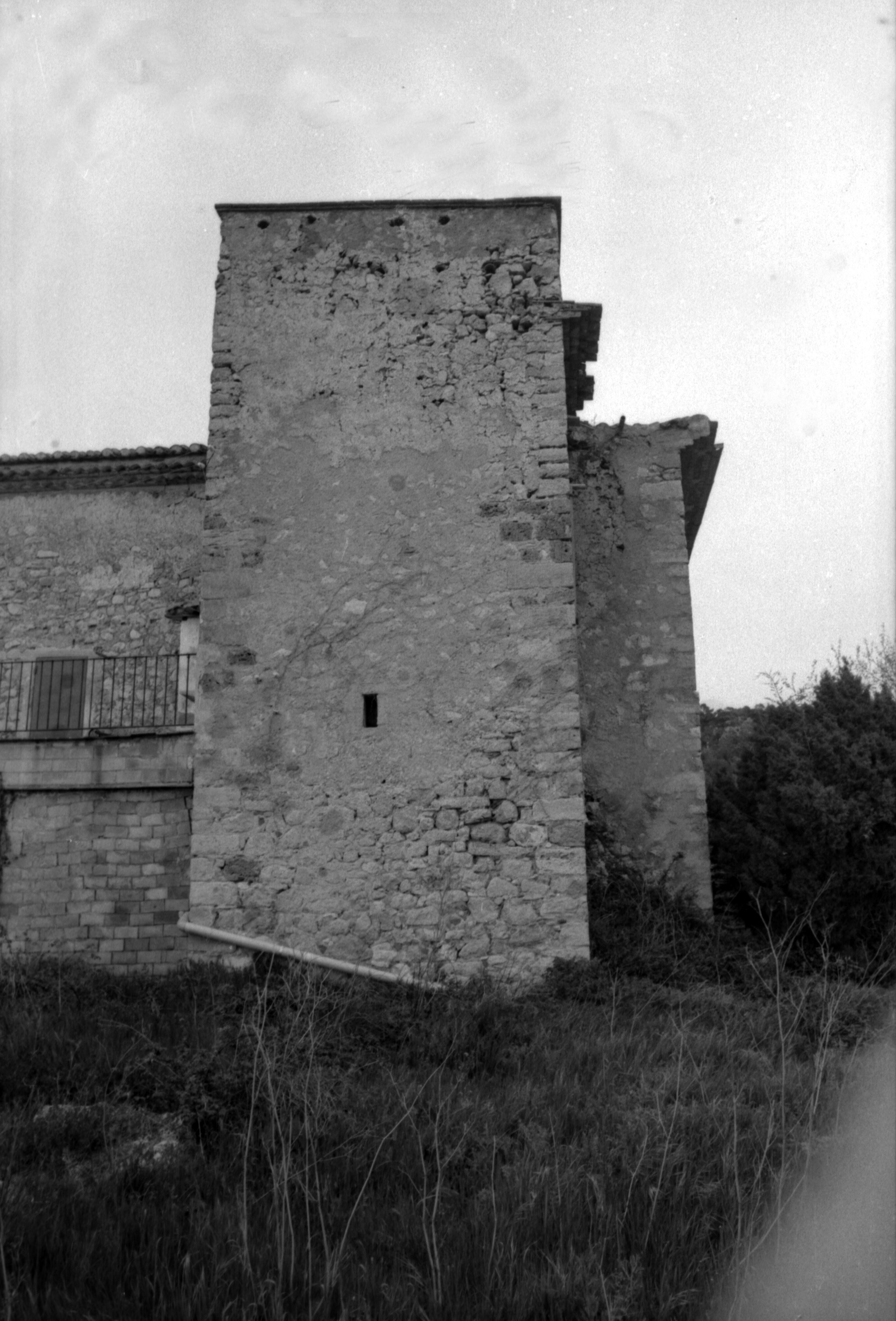
La Masó de Selma, detall de la torre adossada, 1987

Com havien fet en altres comandes rurals (Puig-reig, la Masó del Rourell...), els templers de Selma instal·laren la seu del convent en una masia o casa forta vora la població. Figueras el segle xiii documentava aquesta “domus” però no aconseguia precisar-ne la ubicació. La incògnita es va resoldre amb el concurs de la toponímia templera estudiada per C. Plaza i J. Fuguet: a un quilòmetre del poble hi ha un important mas conegut com "la Mesó de Selma", nom que a Catalunya apareix relacionat amb l'orde del Temple, sia per anomenar la casa convent ("la Mesó") o qualsevol dels dominis directes de la mateixa (“mas de la Mesó”, “molí de la Mesó”). Amb aquest argument, en principi, es podria pensar que pel fet de tractar se d'un mas, el lloc en qüestió era, com en altres convents, un "mas de la Mesó" de Selma, però els documents parlen de "la Mesó", com a apel·latiu i no com a complement. Així doncs, “la Mesó de Selma” no era un mas sinó la seu de la comanda de Selma. Tanmateix, si no s'hagués conservat el topònim "la Mesó de Selma" hauria estat difícil, per no dir impossible, relacionar aquest el lloc amb la casa o convent dels templers de Selma.
Actualment la Mesó és un gran casal, bastit en un indret una mica elevat, amb edificis annexos –capella, casa dels masovers, cellers, molins, pallisses, estables...–; rodejats d'un recinte, o tanca, que forma un gran polígon, més o menys rectangular amb els costats llargs orientats d'est a oest. Els murs de tramuntana guaiten al vessant pronunciat d'un torrent –el torrent de la Mesó– la qual cosa li proporciona una certa disposició estratègica. En general, el conjunt aparenta ésser una construcció, a tot estirar, del segle xvi amb afegits posteriors i vestigis anteriors. El caràcter de la casa reflecteix la posició econòmica exuberant que assolí en el segle xvi l'aleshores propietari, Pere Soler de la Mesó, qui a més de fer importants obres de reestructuració de l'edifici, feu construir i dotà d'un benefici l'actual capella de Sant Pere de la Mesó, que està situada al davant de la casa.

## Els masos i les capelles
Com s'ha indicat al principi, la característica del territori de la comanda de Selma era la població disseminada que habitava en masos senyorejats per l'orde. Algun d'aquests conjunts d'explotació familiar han conservat parcialment o del tot les construccions medievals.
	Els masos de Selma però no tenen tots els mateixos orígens. En els primers temps de la conquesta i repoblació —segle XII—, en el territori del castell de Selma apareixen unes primeres turres que posseïen personatges d'un cert relleu social en alou. Aquests grups unifamiliars foren els autèntics colonitzadors del territori. La torre que servia de defensa i d'habitació era un edifici relativament petit, de planta quadrangular de dos o més pisos situat en un indret més o menys estratègic amb possibilitats defensives.
Quan a partir del segle xiii, la conquesta i repoblació s'estabilitzà, aparegué un nou tipus de propietat unifamiliar, el mansus, de dimensions més grans que els primers i situats en indrets més plans i accessibles. A diferència dels primers, aquests eren camperols atrets per la política repobladora del Temple i, en conseqüència, foren des del seu inici emfiteutes, és a dir, censalistes de l'orde.
	La política d'absorció del Temple aconseguí, al llarg del segle xiii, convertir en mansus censalistes les turres aloeres del seu territori.
	Figueras, malgrat l'escassa documentació del segle xiii, a partir de les dues últimes visites pastorals del temps templer —de 1303 i de 1309— aconsegueix una relació de catorze masos d'origen aloer. Són els següents: "1225, Guillem Ferrer, del mas de la Fàbrega; 1303, Bernard de Manlleva, del mas de Manlleva; 1303, Bernat Giovart, del mas de Çes Comes; 1303, Pere Francisco, del Boterich; 1308, A. Torner, del Manlleu; 1309, Joan Girona, de les Codines (?); 1309, Bernard Belalberch, de Moscharubea; 1309, Bernard Batlle, de Santa Agnès; 1309, Bernard Guitart, de Galls Carnuts; 1309, Ramon Pinyol, del mas de Manlleva; 1309, 1309, G(uillem) Pasqual, de Çes Cudinas; 1309, Guillem Calafell, de Çes Apieres; 1309, Arnald Borredà, del mas de Valldoria; 1309, Bernat Ortolà, de Santa Agnès". Cal Suposar, però, que eren bastants més dels que surten en aquesta llista, si es té en compte les relacions que dona el mateix autor a partir dels fogatges dels segles xv i xvi.
Aquests mansus que entraren un dia sota el domini templer són construccions peculiars que val la pena analitzar-ne la tipologia —altrament comú a moltes construccions similars d'aquelles contrades. La majoria de masos de Selma han sofert importants modificacions amb el pas dels segles, car molts són, encara avui, importants centres d'explotació agro pecuària. Tots, però, fins els més modificats, serven elements que daten dels temps medievals com és el cas del Mas de Santa Agnès. Analitzant allò que queda d'antic en ells, tenint en compte la ubicació i altres aspectes, es podria arribar a interessants conclusions sobre els seus orígens i les tipologies de llur evolució des de la turris aloera al mansus dominical o censal. D'entre tots s'ha elegit per estudiar el de Galls Carnuts, un dels exemples més representatius que, malgrat el gran detoriorament sofert els darrers anys, serva bona part de l'estructura medieval.

## El mas de Galls Carnuts
El mas de Galls Carnuts està situat a uns 4 km de Selma, a l'extrem NE de la comarca, al nord del Pla de Manlleu i molt a prop del límit amb el Penedès. Construït en un indret estratègic, idoni per a la defensa, en una elevació del terreny que toca a un penya-segat d'ampla panoràmica des d'on s'albira perfectament el mas de Gatelleda a l'altre costat de la barrancada, vers el nord-est.

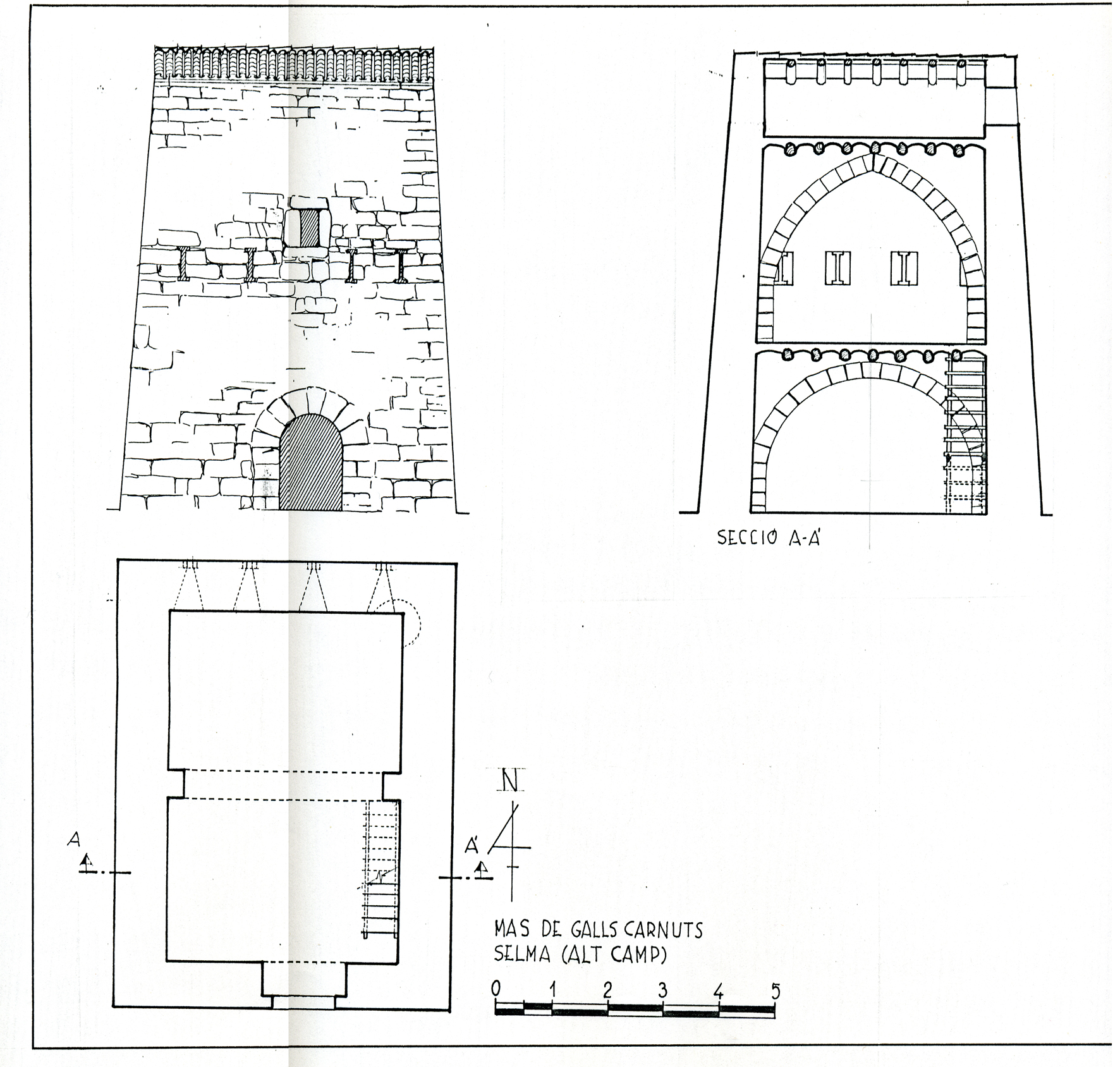
Selma. Antiga torre de Galls Carnuts. Planta i seccions.

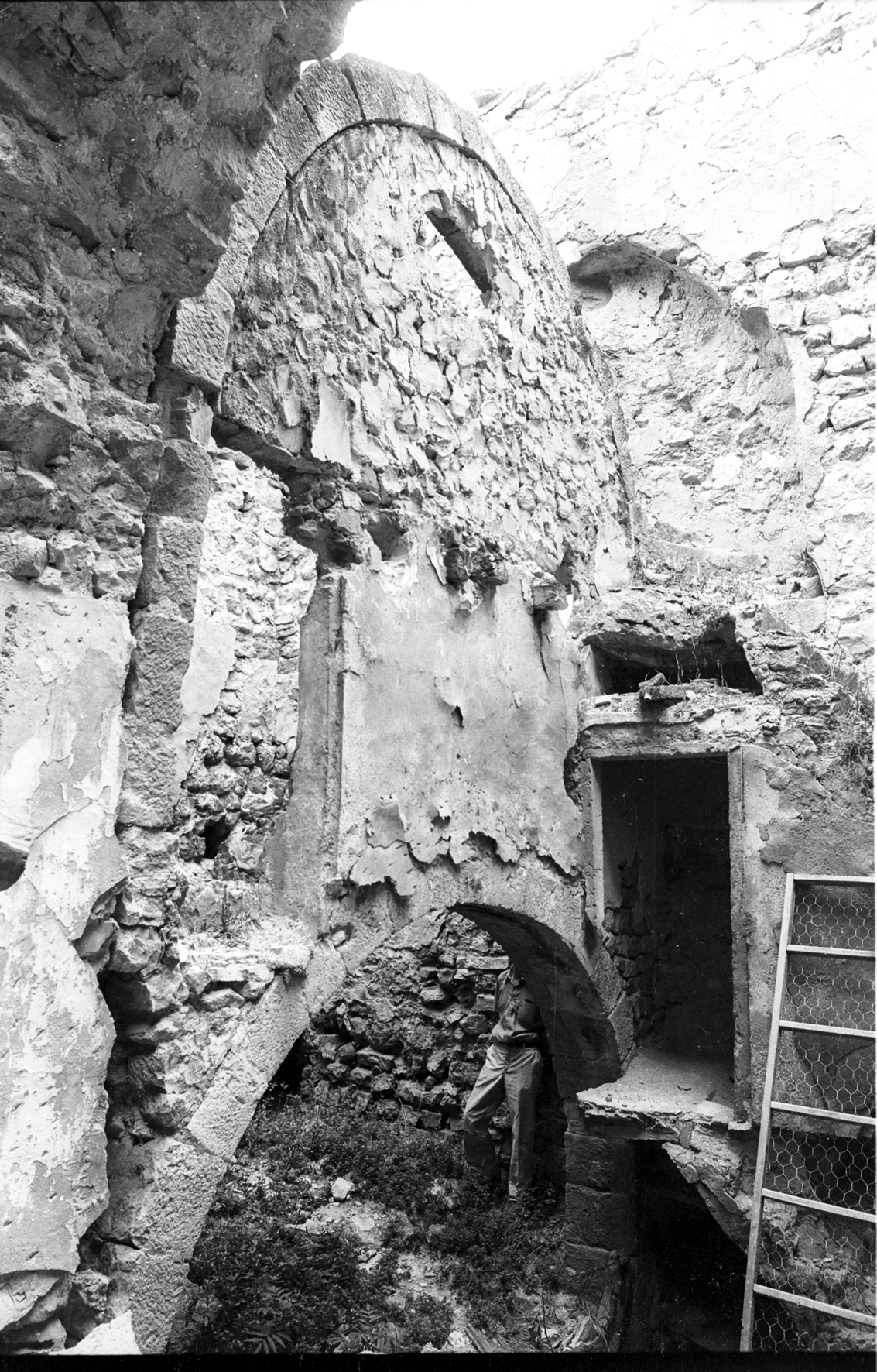
Selma. Antiga torre de Galls Carnuts, interior, 1987.

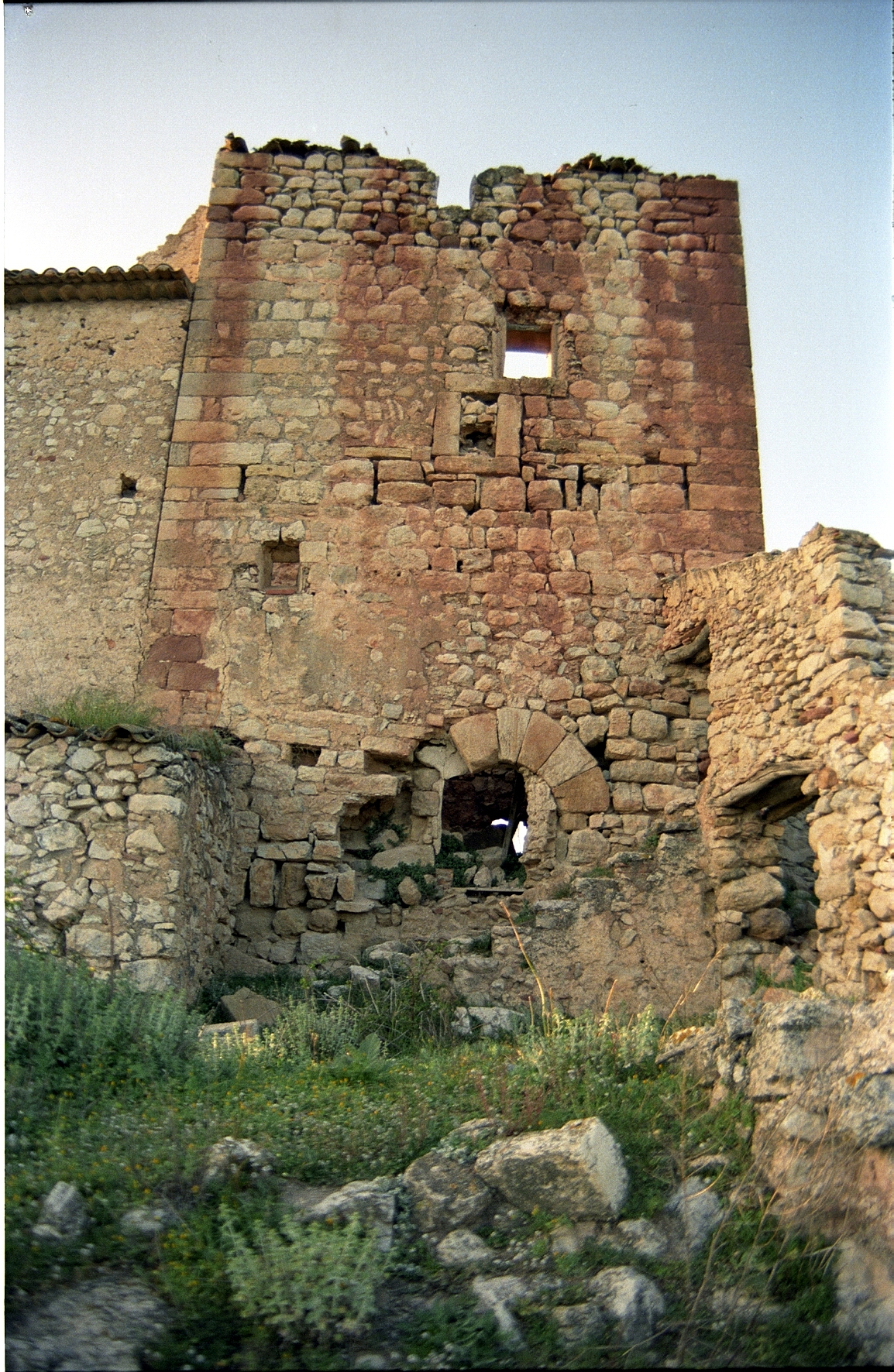
Selma. Antiga torre de Galls Carnuts, 1996.

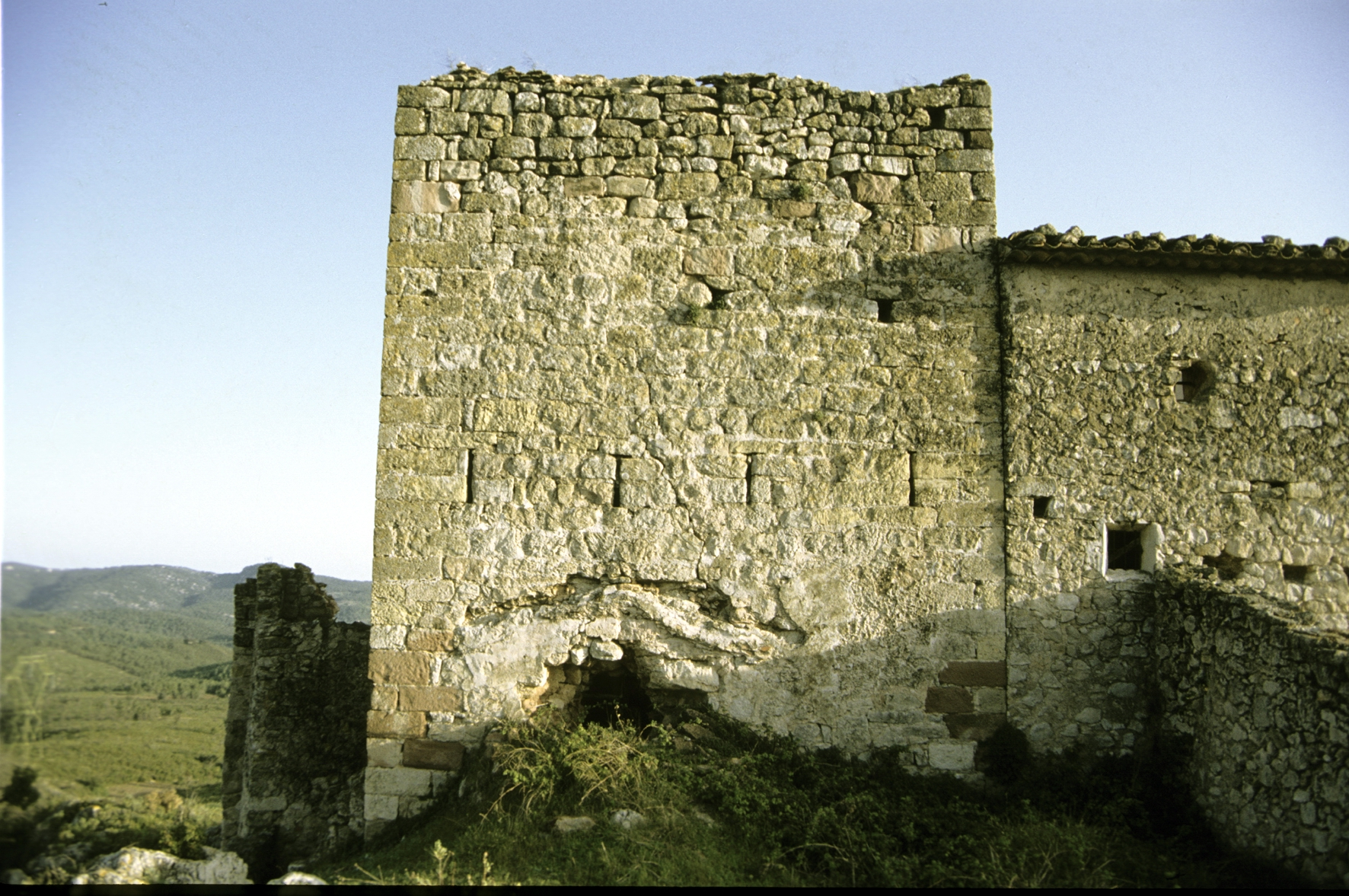
Selma. Antiga torre de Galls Carnuts, 1996.

La primera documentació coneguda del lloc és de 1247, moment en què formava part del patrimoni feudal del carlà de Selma.
	L'edifici antic és una torre tronco piramidal de planta rectangular (8.20 m per 6 m) i uns 8 m d'altura. Els murs, de vora un metre de gruix, tenen els paraments de maçoneria i les cadenes cantoneres de carreuat. En un dels costats curts, orientat vers migdia, hi ha la porta d'accés de mig punt construïda amb bon dovellatge. Tres metres més amunt hi ha quatre espitlleres que es repeteixen a la façana oposada que mira al nord.
	L'interior té planta baixa i dos pisos de sostre pla embigat que descansen en dos arcs diafragma, paral·lels a la façana, construïts amb pedra ben tallada. Originàriament es pujava a la segona planta mitjançant una escala mòbil que podia ser retirada en cas de perill.
La torre estava coberta amb una teulada, probablement a dues vessants, amb el carener paral·lel a la façana principal. El coronament del mur de llevant presenta uns talls verticals en l'aparell de pedra, a 1,5 m dels extrems, que fa dubtar si antigament podia haver tingut una terrassa emmerletada amb funció de talaia i defensa, o si eren finestrals grans d'una galeria de solana.

## El mas de Santa Agnès
El mas de Santa Agnès està situat al nord de Selma. Fou establert en l'època de consolidació del senyoriu templer; el 1303 pertanyia a Bernat Ortolà, home propi de la Domus Celme. El mas que és habitat encara és un edifici que ha sofert les modificacions lògiques a través dels segles. Tanmateix conserva l'estructura de la planta baixa que recorda la dels masos medievals.

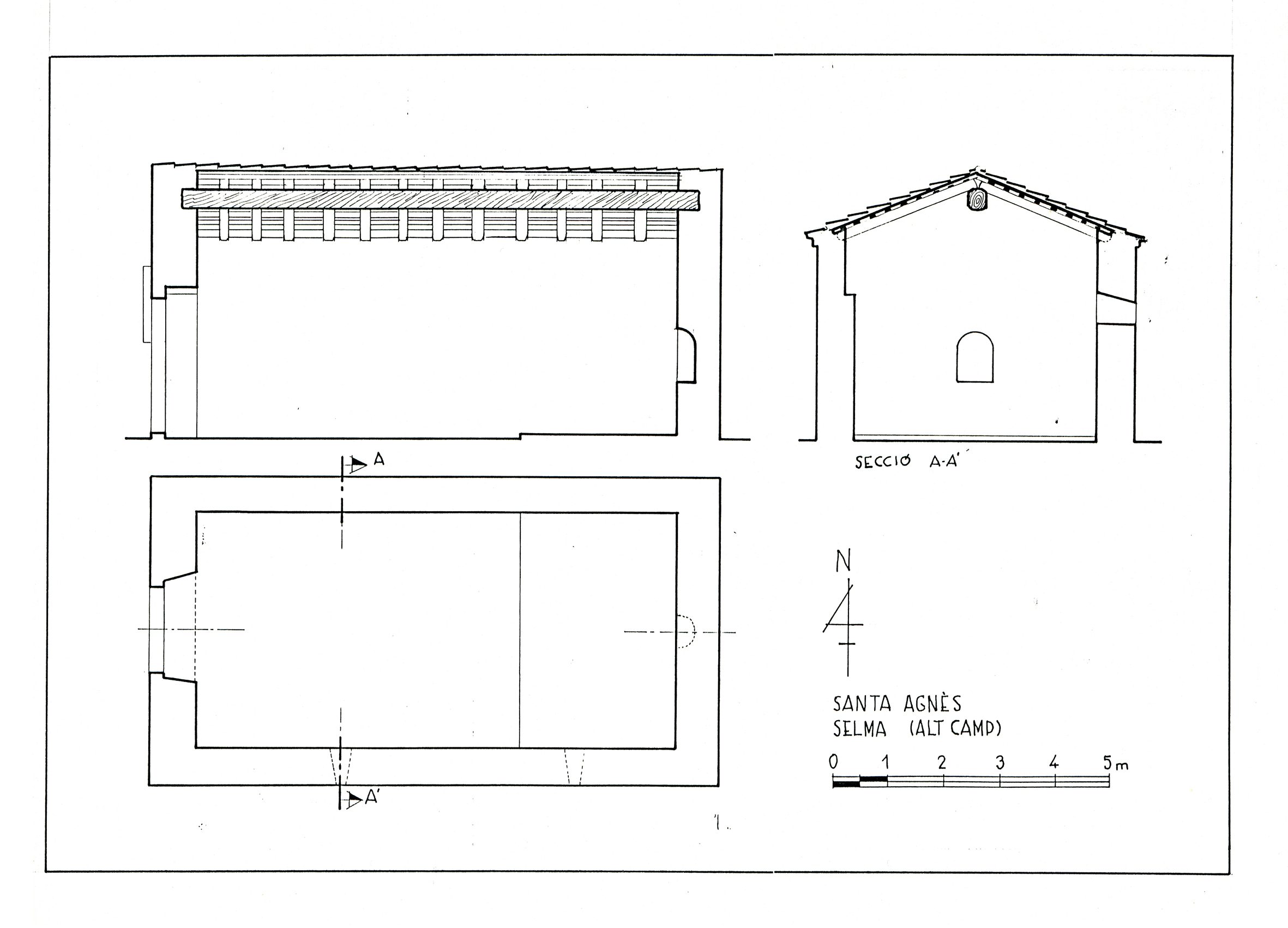
Capella del mas de Sta. Agnès. Planta i seccions.

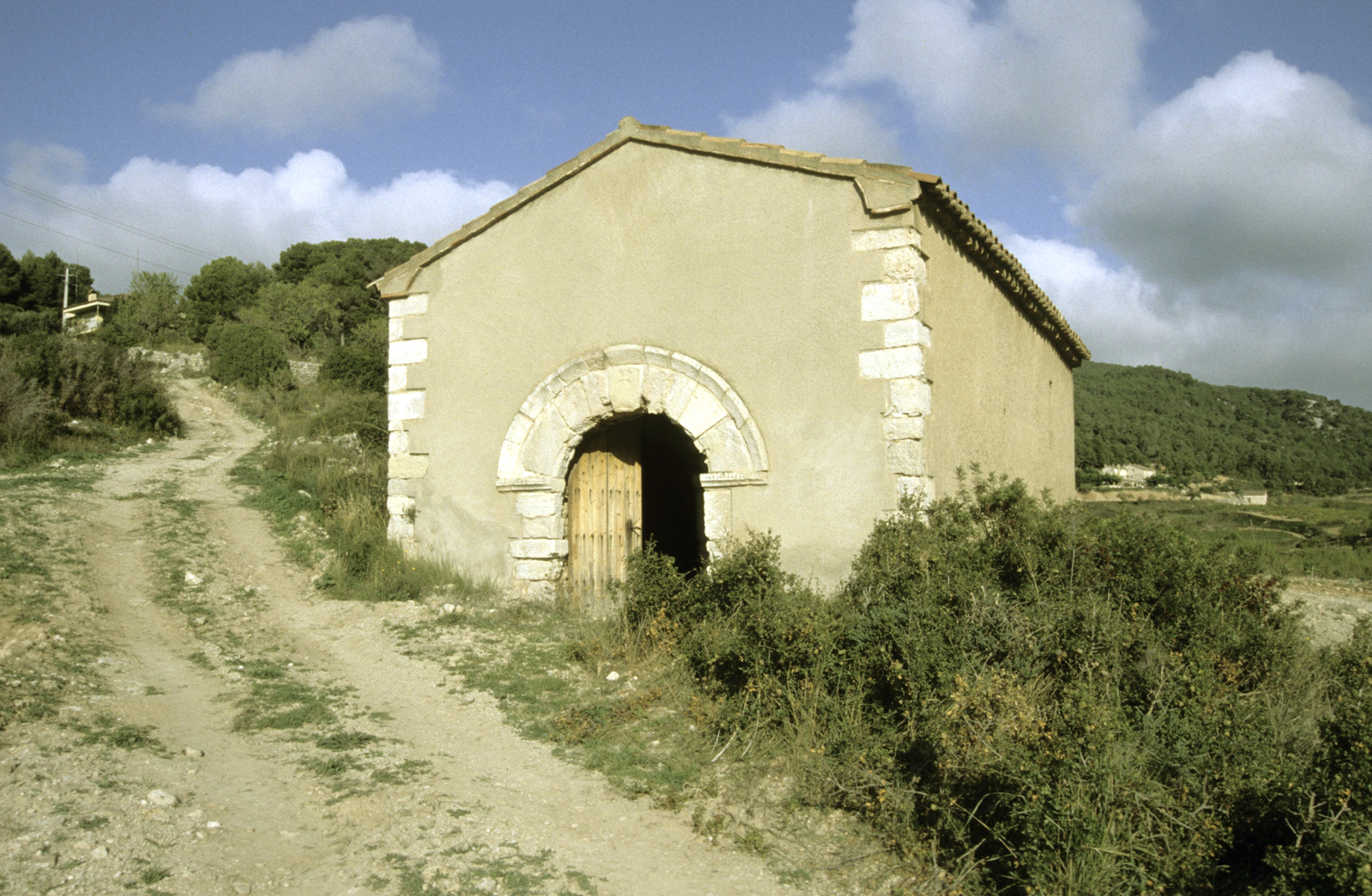
Capella del mas de Sta. Agnès, 1996.

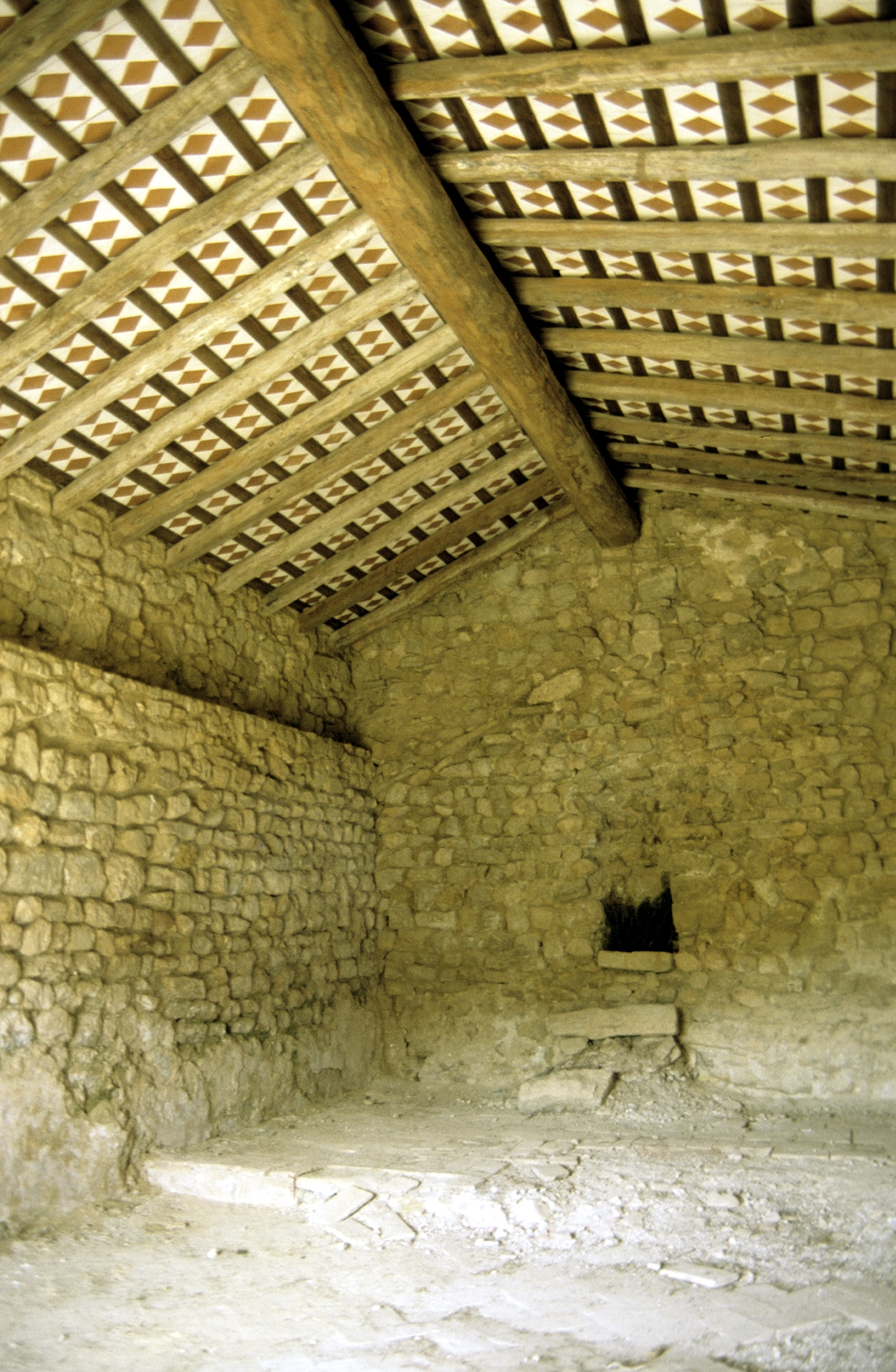
Capella del mas de Sta. Agnès, interior, 1996.

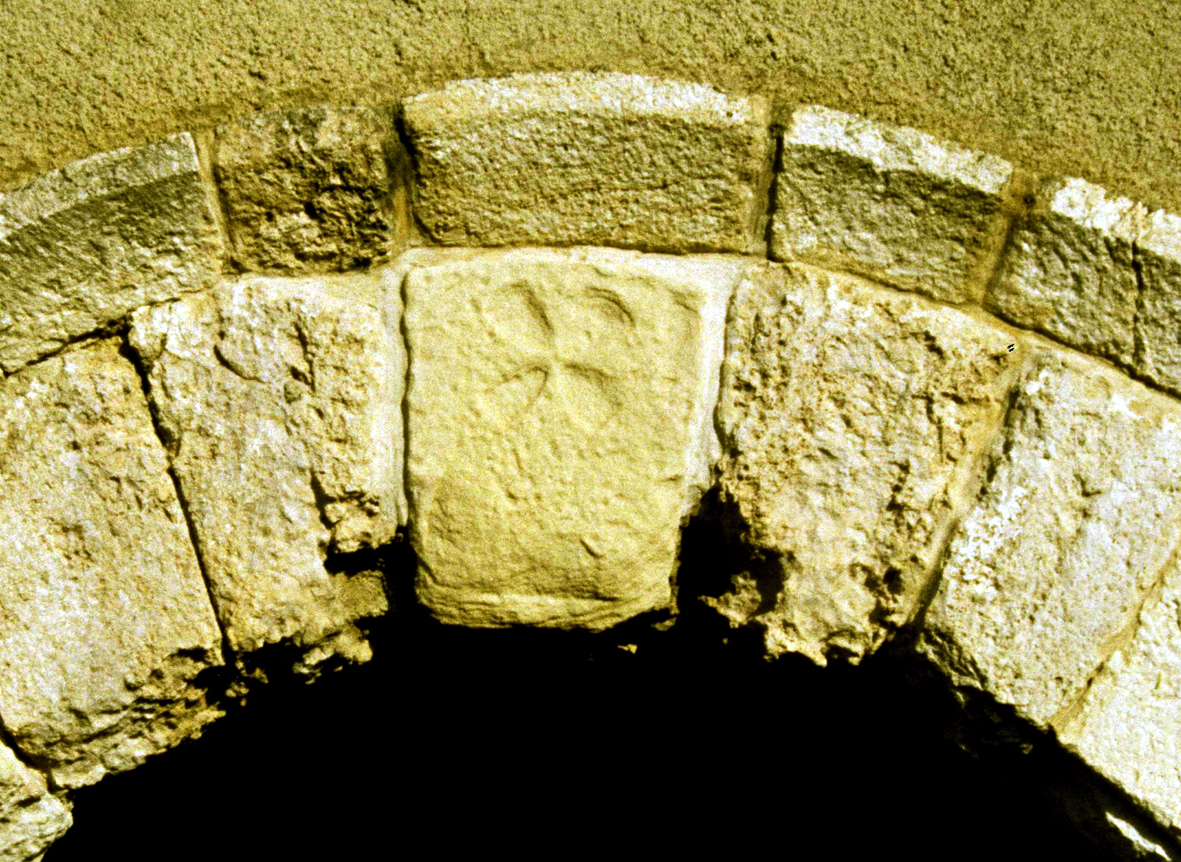
Capella del mas de Sta. Agnès, detall de la portalada on figura la creu patent del Temple com a senyal de senyoriu, 1996.

La capella fou bastida a uns quants metres del mas. Presenta un bon estat de conservació i és un testimoni excepcional de les capelles que devien acompanyar els masos censalistes dels templers de Selma.
És un edifici petit de planta rectangular i capçalera plana, orientada canònicament a sol ixent. Els murs són de maçoneria amb les cantonades de carreu. La nau interiorment mesura 8,80 m de llarg per 4,48 d'ample, i de 4,26 m d'alt a la carena, i va coberta amb un embigat de fusta a dues aigües. Les dimensions petites de la nau permeten que una sola biga carenera aguanti l'armadura de cabirons i llates on s'assenten les rajoles i teules de la coberta. Un detall decoratiu interessant el presenten les rajoles del sostre en haver estat pintades amb calç formant artístiques sanefes de rombes −moltes han estat restaurades imitant les antigues−.
Destaca la portalada que ocupa la major part del frontispici de ponent; és un arc de mig punt amb un ample dovellatge coronat per un elegant guardapols motllurat. La dovella clau ostenta la creu patent inscrita en un cercle com a testimoni del senyoriu templer.
Es documenta la capella del mas de Santa Agnès en una "visita de milloraments" realitzada pel comanador hospitaler de Selma, l'any 1773.

## Sant Miquel del Pla de Manlleu
La que avui és ermita de Sant Miquel del Pla de Manlleu també havia estat capella d'un dels antics masos de Selma. Està situada al sud-oest del poble, a un km de distància. Figueras la documenta el 1247 Segons el mateix autor, Sant Miquel fou capella de patronat dels carlans de Selma que en foren els fundadors. En temps de domini templer va assolir el rang d'església que encara conservava el 1309, però més endavant el va perdre per esdevenir simple capella de patronat.

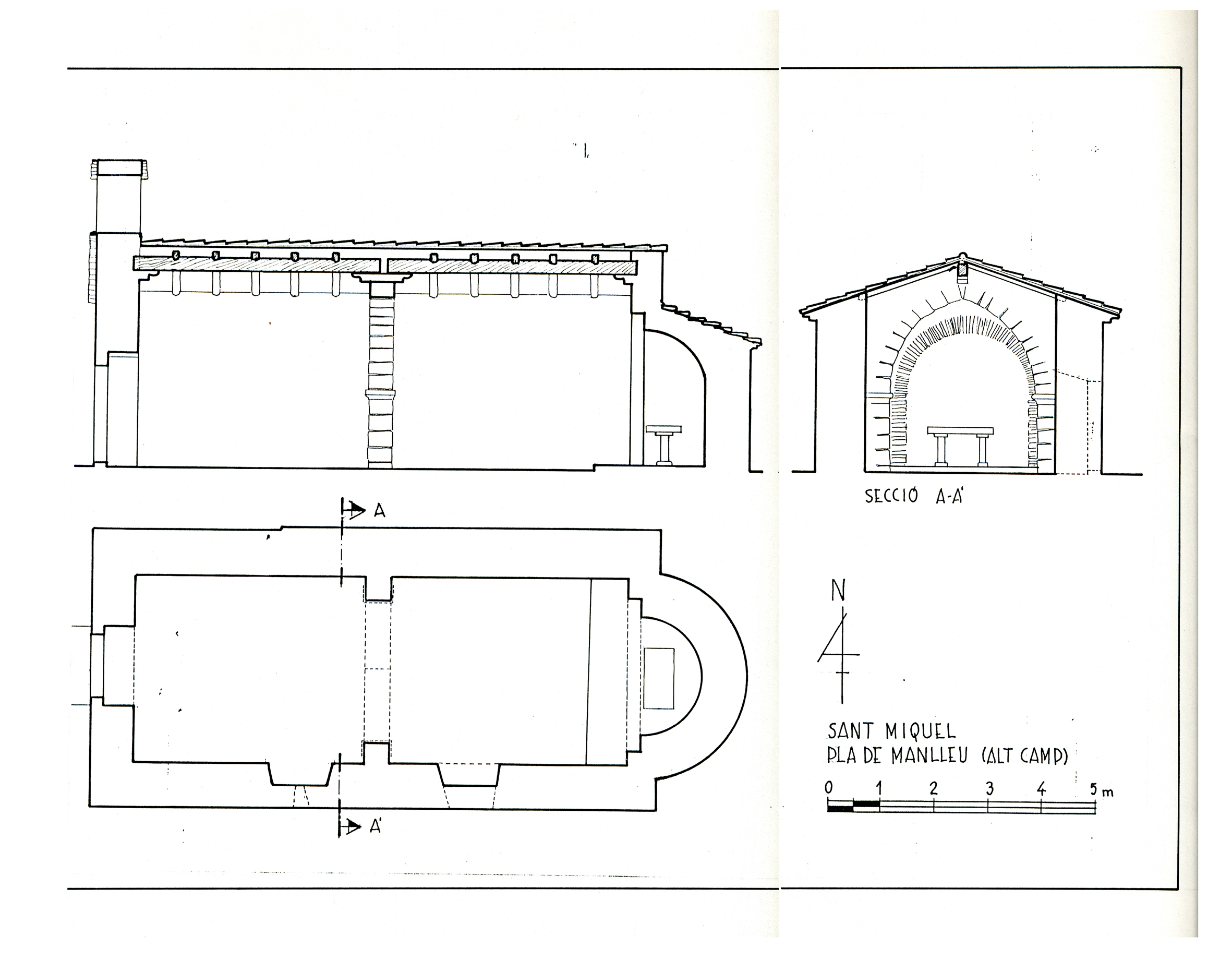
Capella de Sant Miquel del Pla de Manlleu. Planta i seccions.

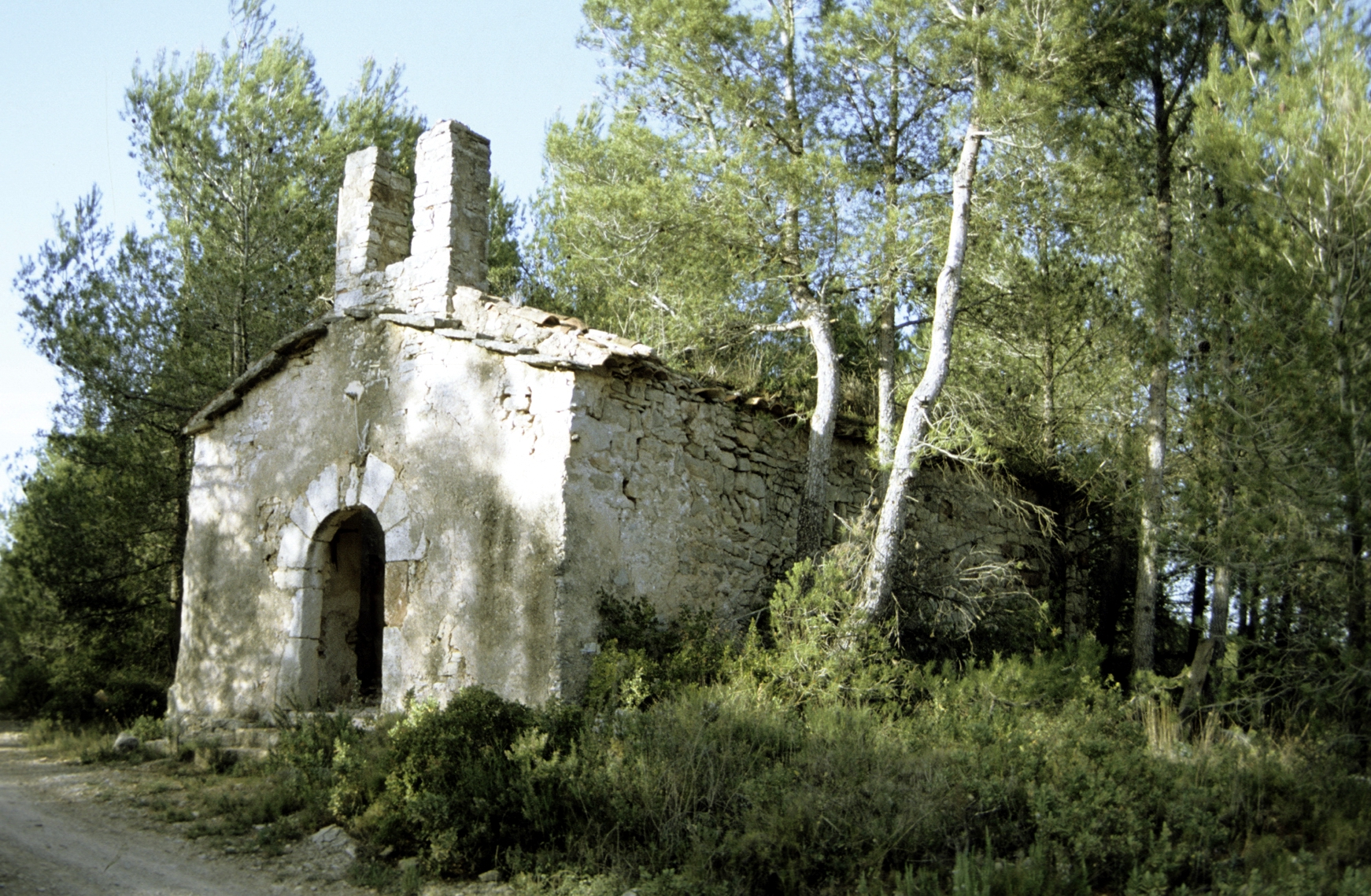
Capella de Sant Miquel del Pla de Manlleu, 1996.

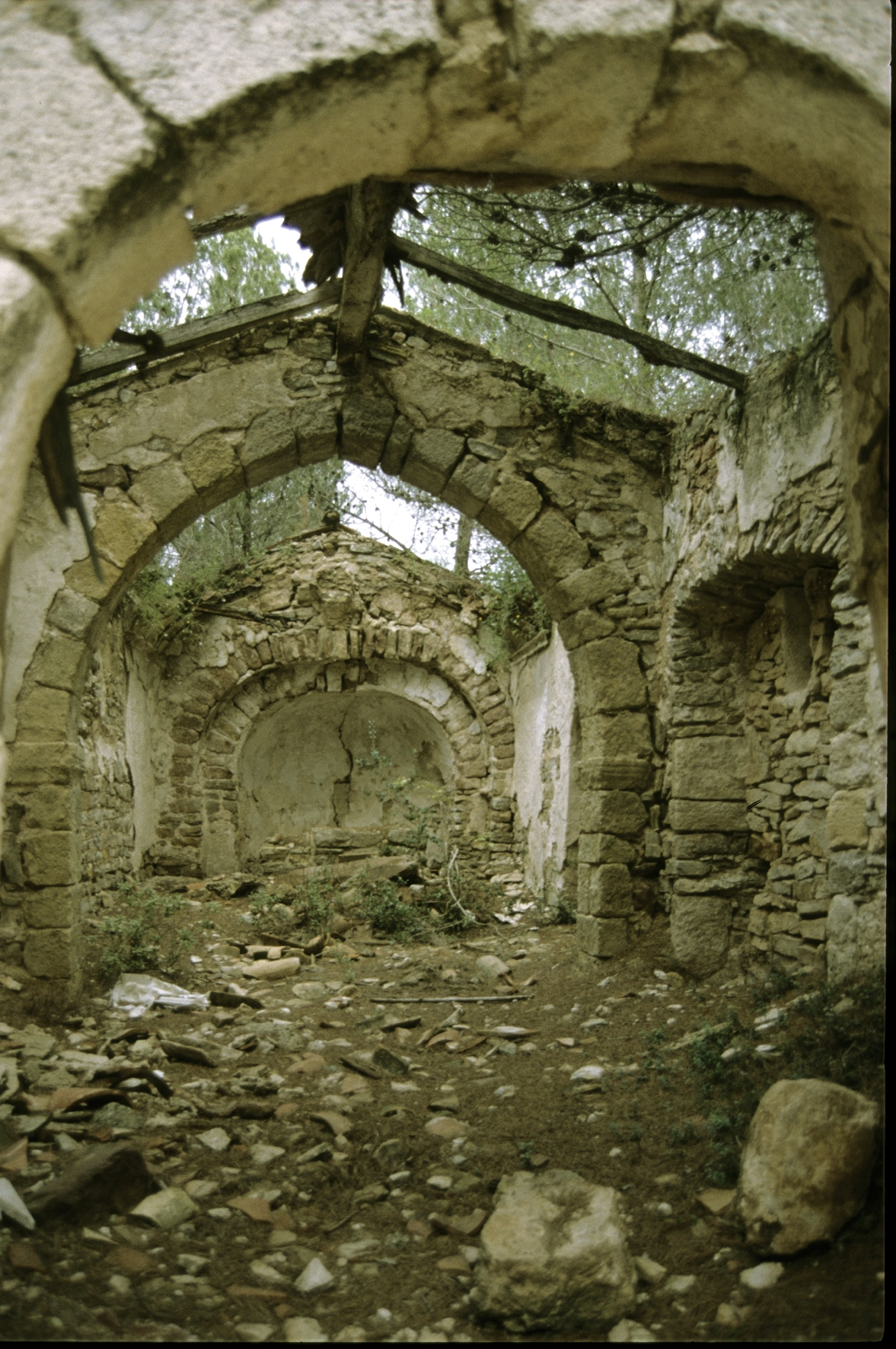
Capella de Sant Miquel del Pla de Manlleu, 1996.

És un edifici de planta rectangular amb absis semicircular, orientat a sol ixent. Té el frontispici a ponent amb la porta que el presideix i un campanar de cadireta sobre la mateixa vertical. L'aparença exterior és extremadament austera pel fet de tenir els murs totalment despullats de qualsevol element ornamental o funcional. L'interior és una nau de 19,70 m de llarg per 3,60 m d'ample, coberta a dues vessants, amb un arc diafragma al mig que aguanta una sola biga, la carenera, sobre la qual descansa l'armadura de fusta −cabirons i llates−, i té al damunt rajola plana −pintada de calç formant sanefes en rombe−, i la teula.

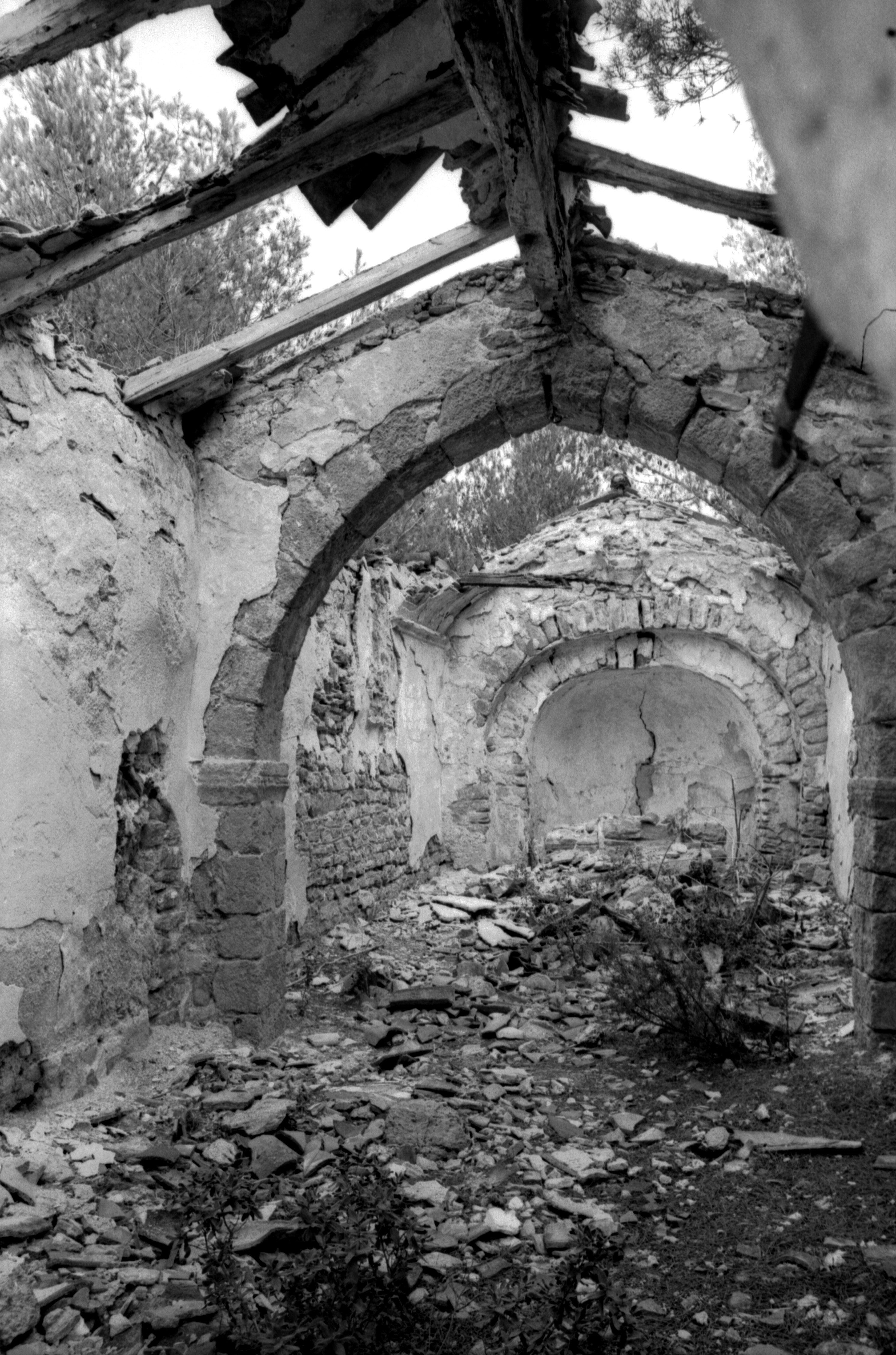
Selma. Capella de Sant Miquel del Pla de Manlleu. Interior, 1989.

No hi ha cap finestra i sí en canvi una porta −actualment cegada− al mur de migdia a 3,50 m de la capçalera; és una porta d'1,17 m de llum per 2 m d'altura en l'interior, que s'estreny botzinada vers l'exterior formant arcs de mig punt, tant a dins com a fora, construïts amb pedra de cantell obrada amb morter. Els murs són també construïts amb pedra irregular de mida petita, obrada amb morter i formant filades. Aquest aparell només apareix en les dues terceres parts, comptades des de la capçalera, la resta fins al peu i el frontispici és de maçoneria.
L'arc diafragma transversal del mig de la nau arrenca de terra sobresortint 0,45 m del mur lateral i formant pilar fins a una altura d'1,50 m, on ressalten unes impostes. D'aquí parteix amb contorn apuntat fins a assolir 3,50 m d'altura en el vèrtex. Tot ell està construït de bons carreus i dovelles de 0,42 m de gruix. El frontispici que forma el típic contorn del doble vessant és molt auster. Té en l'eix la porta en arc de mig punt,el qual mesura 1,20 m de llum per 1,83 m d'altura. És molt simple i elegant alhora a causa de la perfecció de les dovelles, malgrat no tenir cap ornamentació. Actualment hi falta la clau que potser, com a Santa Agnès, ostentava una creu templera. Corona el frontispici un campanar de cadireta d'una sola campana. Es tracta d'una capella construïda en dues etapes. La primera ha de ser anterior als templers, potser del s. XI o de començaments del xii, si es té en compte l'aparell de la banda de la capçalera. Devia ser molt senzilla i obrada molt pobrament −recordem l'aparell de la porta del costat de migdia−. Tenia coberta a dues vessants amb una biga carenera que aguantava l'armadura de cabirons, rajola i teula. La segona etapa podria ser una ampliació feta en el segle xiii, que consistí a allargar la nau per donar li més cabuda. En allargar se calgué posar l'arc diafragma al mig per aguantar la biga carnera que ara −a causa de la llargària− ja no podia ser d'una sola peça. En la reforma hom donà quelcom de magnificència a l'edifici dotant lo d'un frontispici i d'una porta més rica. Sembla que l'esquema d'aquesta primitiva capella fou seguit en les capelles que es construïren de bell nou en els masos de Santa Agnès i de la Mesó, amb l'única diferència que en les noves s'optà per la capçalera plana.
La capella ha estat restaurada recentment amb força encert.

## Llista de comanadors del Temple i de l'Hospital
Comanadors templers de Selma (segons Forey, 1973)
Dominic, des. 1190
R. de Soler, des. 1196
Guillem de Romaní, 1225
Ramon de Rosselló, juny 1237
Berenguer de Forcadell, març 1252
P. de Llobera, c. 1290
Arnau de Puig, des. 1292- gener 1293
Riambau de Montclús, agost 1304
P. de Llobera, 1307
Comanadors hospitalers de Selma (segons Miret i Sans, 1910)
Bernat de Montpaó, 1381
Guillem d'Iborra, 1359
Garcia de Maissén, 1366-1397
G. de Sentmenat, 1372-1377
Joan de Vilagut, 1412-1416
Joan de Vilafranca, 1426 